# モーリタニアの国旗

旧国旗（1959年 - 2017年）

モーリタニアの国旗（モーリタニアのこっき）は、緑地に黄色の三日月と星があしらわれ、上下に赤い帯が入っている（なおこの3色は汎アフリカ色とされている）。現行のデザインは2017年8月5日に実施された憲法改正で決定され、8月15日に採択されたものである。
前国旗は1959年3月22日にモーリタニア憲法第5条で定められ、4月1日に制定された。翌1960年11月の独立で正式にモーリタニア国旗となった。
三日月と星はこの国の主要な宗教であるイスラム教のシンボルである。緑はイスラム教を象徴し、黄色はサハラ砂漠の砂を表している。国土の大半を占めるサハラ砂漠を緑化したいという強い希望を示している。赤は国のために流された血を象徴する。